# Альварадо (муниципалитет)
Альварадо (исп. Alvarado) — муниципалитет в Мексике, штат Веракрус, расположен в регионе Папалоапан, входит в Метрополитенский ареал Веракруса. Административный центр — город Альварадо.

## Состав
В муниципалитет входят 265 населённых пунктов. Крупнейшие из них:
| Русское название       | Испанское название     | Население, 2010 год |
| Всего в муниципалитете | Всего в муниципалитете | 51 955              |
| Альварадо              | Alvarado               | 23 128              |
| Антон-Лисардо          | Antón Lizardo          | 6003                |
| Пасо-Насьональ         | Paso Nacional          | 1884                |
| Лас-Эскольерас         | Las Escolleras         | 1449                |
| Мандинга-и-Матоса      | Mandinga y Matoza      | 1254                |